# 卷毛沙梾
卷毛沙梾（学名：Swida bretschneideri var. crispa）为山茱萸科梾木属下的一个变种。